# Episodi di Tsubasa RESERVoir CHRoNiCLE
Questa è la lista degli episodi dell'anime, OAV e film tratti dal manga Tsubasa RESERVoir CHRoNiCLE (ツバサ-RESERVoir CHRoNiCLE-?).
Il primo adattamento del manga è stata una serie TV anime, intitolata Tsubasa Chronicle (ツバサ・クロニクル?, Tsubasa Kuronikuru), composta da 52 episodi e trasmessa in Giappone dal 2005 al 2006. Tra le due stagioni è stato distribuito il film cinematografico Tsubasa Chronicle - Il film: La principessa del regno delle gabbie per uccelli, mentre al termine della serie TV sono stati realizzati due OAV, Tsubasa Tokyo Revelations nel 2007 e Tsubasa Shunraiki nel 2009.

## Serie TV

### Prima stagione
| Nº | Titolo italiano (traduzione) Giapponese 「Kanji」 - Rōmaji                 | In onda           | In onda |
| Nº | Titolo italiano (traduzione) Giapponese 「Kanji」 - Rōmaji                 | Giapponese        |         |
| 1  | Incontro inevitabile 「必然のデアイ」 - Hitsuzen no deai                   | 9 aprile 2005     |         |
| 2  | La forza di combattere 「戦うチカラ」 - Tatakau chikara                    | 16 aprile 2005    |         |
| 3  | La katana dell'esorcismo 「破魔のカタナ」 - Hama no katana                 | 23 aprile 2005    |         |
| 4  | Il vagabondo innocente 「汚れなき放浪」 - Kegare naki hōrō                 | 30 aprile 2005    |         |
| 5  | La battaglia dei maghi 「魔術師のバトル」 - Majutsushi no batoru           | 7 maggio 2005     |         |
| 6  | Lacrime non versate 「泣かないナミダ」 - Nakanai namida                    | 14 maggio 2005    |         |
| 7  | Ricordi frammentati 「砕けたカタミ」 - Kudaketa katami                     | 21 maggio 2005    |         |
| 8  | La figlia amata dagli dei 「神の愛娘」 - Kami no manamusume                | 28 maggio 2005    |         |
| 9  | La donna misteriosa 「妖しきオンナ」 - Ayashiki onna                       | 4 giugno 2005     |         |
| 10 | Lo specchio della separazione 「別離のカガミ」 - Wakare no kagami          | 11 giugno 2005    |         |
| 11 | Il domani scelto 「選ばれたアシタ」 - Erabareta ashita                     | 18 giugno 2005    |         |
| 12 | Il caldo sorriso 「暖かなエガオ」 - Atatakana egao                         | 25 giugno 2005    |         |
| 13 | Le illusioni dell'intrattenitore 「まぼろしのオトギ」 - Maboroshi no otogi | 2 luglio 2005     |         |
| 14 | La storia veritiera 「真実のレキシ」 - Shinjitsu no rekishi                | 9 luglio 2005     |         |
| 15 | Il cuore che crede 「信じるココロ」 - Shinjiru kokoro                      | 16 luglio 2005    |         |
| 16 | Forza e bontà 「強さと優しさ」 - Tsuyosa to yasashisa                      | 23 luglio 2005    |         |
| 17 | I ciliegi del Paese del bar 「桜の国のカフェ」 - Sakura no Kuni no kafe    | 30 luglio 2005    |         |
| 18 | Il micio e il cagnolino 「にゃんことワンコ」 - Nyanko to wanko             | 20 agosto 2005    |         |
| 19 | La decisione di vivere 「生きるカクゴ」 - Kiru kakugo                      | 27 agosto 2005    |         |
| 20 | Il pianoforte del pomeriggio 「午後のピアノ」 - Gogo no piano              | 3 settembre 2005  |         |
| 21 | L'onesta del demone 「鬼児のスガオ」 - Oni no sugao                        | 10 settembre 2005 |         |
| 22 | Ricordi indelebili 「消せないキオク」 - Kesenai kioku                      | 17 settembre 2005 |         |
| 23 | Vite che stanno svanendo 「消えゆくイノチ」 - Kie yuku inochi              | 24 settembre 2005 |         |
| 24 | La spada del duello mortale 「死闘のヤイバ」 - Shitō no yaiba              | 1 ottobre 2005    |         |
| 25 | Il gioco finale 「究極のゲーム」 - Kyūkyoku no gēmu                        | 8 ottobre 2005    |         |
| 26 | L'ultimo desiderio 「最後の願い」 - Saigo no negai                         | 15 ottobre 2005   |         |

## OAV

### Tsubasa Tokyo Revelations
Tsubasa TOKYO REVELATIONS (ツバサ TOKYO REVELATIONS?) è il primo OAV. Dalla durata di 30 minuti ciascuno, i tre episodi sono stati distribuiti tra il 2007 e il 2008. La sigla iniziale è Synchronicity di Yui Makino, mentre quella finale Saigo no kajitsu (さいごの果実?) di Maaya Sakamoto.
Dopo le delusione di molti fan per via della cancellazione della serie animata, furono distribuiti questi tre OAV, che trattano gli eventi della saga di Tokyo direttamente dal manga. L'ambientazione è infatti la Tokyo post apocalittica, che richiama la trama di X: i due unici edifici che si sono salvati, grazie al potere delle piume, sono il palazzo del governo e la Tokyo Tower, sede dei due schieramenti noti in X come i Draghi del Cielo e i Draghi della Terra.
| Nº | Titolo italiano (traduzione) Giapponese 「Kanji」 - Rōmaji | In onda          | In onda |
| Nº | Titolo italiano (traduzione) Giapponese 「Kanji」 - Rōmaji | Giapponese       |         |
| 1  | Il messaggio del mago 「魔術師の伝言」 - Majutsushi no dengon | 16 novembre 2007 |         |
| 1  | Inizialmente il gruppo, con l'aiuto di Fay, riesce a scappare dal regno di Rekord e giunge in un nuovo mondo, che richiama una Tokyo semiditrutta. Scoprono subito che la pioggia di quel mondo è molto acida, ed ha finito per corrodere tutto gli edifici, tranne il palazzo del governo e la torre di Tokyo. Rifugiandosi nel palazzo del governo per scampare dalla pioggia, vengono subito attaccati da un gruppo di sette persone, capitanate da Kamui. Dopo un breve scontro tra Kamui e Kurogane, che sembrano avere la stessa potenza, i due gruppi si presentano. Sotto il palazzo del governo vi è una vasta risorsa d'acqua, che il gruppo capitanato da Kamui cerca di proteggere per la salvezza degli abitanti di Tokyo, che si sono rifugiati nel palazzo. L'unico edificio che presenta ancora una riserva d'acqua è la Tokyo Tower, casa del gruppo rivale capitanato da Fuuma. Viene rivelato che Kamui arrivò nel mondo di Tokyo due anni prima, ed il suo scopo era quello di proteggere l'acqua. Intanto il vero Shaoran riesce a risvegliarsi, ed aiutato da Xing Huo, giunge al cospetto di Yuko Ichihara. |                  |         |
| 2  | L'occhio destro del ragazzo 「少年の右目」 - Shōnen no migime | 17 gennaio 2008  |         |
| 2  | Intanto lo spirito di Sakura viene intrappolato in una strana sfera all'interno della riserva d'acqua, in cui sembra risiedere anche un'altra persona. Il vero Shaoran chiedo a Yuko il suo occhio destro, e la strega le risponde che il pagamento (la sua parentela, la libertà e il tempo) sono già stati pagati. Viene quindi spedito nel regno di Tokyo per ritrovare il suo occhio mancante. Intanto la barriera che proteggeva l'edificio del governo si rivela essere una piuma di Sakura, che risiedeva appunto nella sfera all'interno dell'acqua: nel momento in cui Sakura vi entra, assorbe automaticamente la piuma, annullando la barriera. Kamui decide di recuperare la sfera, mettendo in pericolo Sakura, ma Shaoran tenta di fermarlo, e ne rimane gravemente ferito. All'interno della sfera riesce, oltre a Sakura, anche una larva che protegge il corpo di Subaru, cioè la ragione per cui Kamui vuole proteggere l'acqua. Viene finalmente rivelato da Fai Wong Reed che il clone di Shaoran era stato creato per raccogliere tutte le piume. Il vero Shaoran aveva dato il suo occhio sinistro al suo clone, per poter seguire tutti movimenti del gruppo e vedere attraverso il suo clone. Il potente mago non era però riuscito a rimuovere l'occhio dal clone, e dovette procedere lo stesso. Finì per eliminare la sua assistente, definendola un'inutile creazione. Il clone di Shaoran, all'arrivo del suo vero possessore, finisce per perdere il suo occhio, e così decide di cibarsi di quello di Fay, che lo sostituisce. Il clone mostra così la sua vera natura, la sua unica volontà è quella di raccogliere le piume di Sakura, anche se significasse andare contro gli altri. I due Shaoran finiscono così per scontrarsi, ma il clone, dopo aver recuperato la piuma di Sakura e avergliela consegnata, finisce scappare da Fai Wong. Dalla larva fuoriesce Subaru, che si riunisce a Kamui. |                  |         |
| 3  | Il sogno visto dalla principessa 「姫君の視た夢」 - Himegimi no mita yume | 17 marzo 2008    |         |
| 3  | Nel frattempo, Saburu spiega la sua storia, come fu catturato dal potere della piuma che risiedeva nella riserva d'acqua quando giunge due anni prima insieme a Kamui. Il ragazzo decise così di proteggere l'acqua per proteggere Subaru imprigionato all'interno. Dopo il risveglio di Subaru, l'acqua inizio però a diminuire, così chiese di Yuko di procurargli dell'acqua per riempire di nuovo la riserva. Il desiderio fu però espresso da Kurogane, mentre il desiderio di Kurogane (cioè salvare il morente Fay) fu espresso da Subaru. Fay fu quindi trasformato in un vampiro, e grazie alla capacità di guarigione della razza dei vampiri, riprese salute velocemente. Kurogane divenne così la sua preda, cioè colui che doveva sfamare Fay per il resto della sua vita. Nel caso Kurogane morisse, Fay, senza il sangue di Kurogane, morirebbe in seguito. Dopo aver riempito la riserva nuovamente, Kamui e il suo gruppo decidono di vivere nel palazzo del governo insieme al gruppo di Kamui: il cambio, avrebbe donato loro la piuma di Sakura per proteggere l'acqua ed il palazzo. Come compenso, Yuko chiede loro di trovare per lei un piccolo uovo. Sakura decide di portare a termine questa missione, rischiando più volte la vita. Dopo aver recuperato l'uovo, allo stremo delle forze, viene aiutata dallo spirito di una ragazzina, che si rivela essere Sakura Kinomoto all'età di 10 anni. Ritornata al palazzo, porta a termine la missione. Sakura decide inoltre di lasciare la sua piuma nel paese di Tokyo, per proteggerlo, e di tornare a riprenderla prima o poi. Il gruppo lascia così il regno. |                  |         |

### Tsubasa Shunraiki
Tsubasa Shunraiki (ツバサ春雷記?) è il secondo OAV tratto dalla serie, composto da due episodi, distribuiti nel 2009. La sigla iniziale è Sonic Boom di Maaya Sakamoto mentre quella finale Kioku no mori (記憶の森?) di FictionJunction Yuuka.
| Nº | Titolo italiano (traduzione) Giapponese 「Kanji」 - Rōmaji | In onda        | In onda |
| Nº | Titolo italiano (traduzione) Giapponese 「Kanji」 - Rōmaji | Giapponese     |         |
| 1  | Parte iniziale 「前編」 - Zenpen                           | 17 marzo 2009  |         |
| 2  | Parte seguente 「後編」 - Kōhen                            | 15 maggio 2009 |         |